# Provincia Concepción, Chile
Provincia Concepción este o provincie situată în regiunea Biobío în Chile. Capitala sa este orașul Concepción. În 2002 provincia avea o populație totală de 912.889 locuitori. Suprafața provinciei este de 3.439,3 km².